# Andy Fickman
Andy Fickman (Texas, 1970. december 25.–) amerikai filmrendező, filmproducer, forgatókönyvíró, televíziós rendező, televíziós producer és színházi rendező.

## Magánélete
Fickman a Texas államban lévő Midland megyében született. 1974 tavaszán átköltözött családjával Houston megyébe, és ott a Lee középiskolába járt. Fickman a Taxas-i Technikai Egyetemen szerzett diplomát és a Sigma Phi Epsilon testvériség tagja. Konzervatív zsidócsaládban nevelkedett fel. 2013-ban a United Synagogue Youth kitüntette az Év Alumni díjával.
2016. október 8-án Fickman feleségül vette Kristen Elizabeth Gura-t (aki a Georgetown Phantoms elnök, Gaby Gura nagynénje) Kristen szülővárosában, Rochesterben (Minnesota).

## Filmográfia

### Filmek
| Év   | Cím                                         | Rendező | Producer | Forgatókönyvíró | Produkciós vezető | Megjegyzés   |
| ---- | ------------------------------------------- | ------- | -------- | --------------- | ----------------- | ------------ |
| 1990 | Bolondosan a szerelemről                    | Nem     | Nem      | Nem             | Igen              |              |
| 1991 | Folt a zsákját                              | Nem     | Nem      | Nem             | Igen              |              |
| 1993 | Hókusz pókusz                               | Nem     | Nem      | Nem             | Igen              |              |
| 1995 | Ki az úr a házban?                          | Nem     | Nem      | Nem             | Igen              |              |
| 1997 | Anakonda                                    | Nem     | Igen     | Nem             | Nem               | társproducer |
| 2002 | Apádra ütök                                 | Igen    | Nem      | Igen            | Nem               |              |
| 2006 | Micsoda srác ez a lány!                     | Igen    | Nem      | Nem             | Nem               |              |
| 2007 | Gyerekjáték                                 | Igen    | Nem      | Nem             | Nem               |              |
| 2009 | A Boszorkány-hegy                           | Igen    | Nem      | Nem             | Nem               |              |
| 2010 | Már megint Te?!                             | Igen    | Igen     | Nem             | Nem               |              |
| 2012 | Jewtopia                                    | Nem     | Igen     | Nem             | Nem               |              |
| 2012 | Szülői felügyelet nélkül                    | Igen    | Nem      | Nem             | Nem               |              |
| 2015 | A pláza ásza Vegasban                       | Igen    | Nem      | Nem             | Nem               |              |
| 2015 | Cserkészkézikönyv zombiapokalipszis esetére | Nem     | Igen     | Nem             | Nem               |              |
| 2019 | Ne játssz a tűzzel                          | Igen    | Nem      | Nem             | Nem               |              |
| 2023 | A nagy ők                                   | Igen    | Igen     | Nem             | Nem               |              |

### Televíziós sorozatok
| Év        | Cím                               | Rendező | Executive Producer | Produkciós vezető | Megjegyzés         |
| --------- | --------------------------------- | ------- | ------------------ | ----------------- | ------------------ |
| 1993      | Gypsy                             | Nem     | Nem                | Igen              | TV Film            |
| 2005      | Reefer Madness: The Movie Musical | Igen    | Igen               | Nem               | TV Film            |
| 2007      | Kakukktojás                       | Igen    | Nem                | Nem               | 1 epizód           |
| 2011      | Vadmacskák                        | Igen    | Nem                | Nem               | 1 epizód           |
| 2012      | Internet Icon                     | Nem     | Igen               | Nem               | 9 epizód           |
| 2013–2017 | Liv és Maddie                     | Igen    | Igen               | Nem               | rendező: 32 epizód |
| 2015      | Austin és Ally                    | Igen    | Nem                | Nem               | 1 epizód           |
| 2016      | Recovery Road                     | Igen    | Nem                | Nem               | 1 epizód           |
| 2016      | The Odd Couple                    | Igen    | Nem                | Nem               | 1 epizód           |
| 2016–2018 | Lazíts, Kevin!                    | Igen    | Igen               | Nem               | 46 epizód          |
| 2019      | No Good Nick                      | Igen    | Nem                | Nem               | 4 epizód           |